# Moustafa Zeidan
Moustafa Zeidan (en arabe : مصطفى زيدان) né le 7 juin 1998, est un footballeur international palestinien qui évolue au poste de milieu de terrain au Rosenborg BK, en prêt de Malmö FF.

## Biographie

### En club
Après à peine deux ans à Aston Villa, Zeidan est rentré chez lui en Suède en 2016, il a signé un contrat de trois ans avec Helsingborgs IF. Le 24 juillet 2016, Zeidan a fait ses débuts en Allsvenskan en entrant dans le match contre le BK Häcken.
En août 2017, Zeidan a signé pour le Syrianska FC.
En juillet 2022, Zeidan est transféré au Malmö FF.

### En sélection
En décembre 2021, Zeidan a été sélectionné pour la tournée de janvier de l'équipe nationale suédoise, qui devait se jouer au Portugal. La tournée a ensuite été annulée. Il a ensuite été rappelé en décembre 2022 où il a fait ses débuts internationaux pour la Suède le 9 janvier 2023, contre la Finlande avant d'être remplacé par Bilal Hussein.
En juin 2024, il décide finalement de représenter le pays de ses parents la Palestine, il a fait ses débuts en équipe nationale le 6 juin 2024 lors des Éliminatoires pour la Coupe du Monde 2026 contre le Liban au Stade Jassim-bin-Hamad au Qatar.

## Palmarès
Malmö FF
- Allsvenskan en 2023.